# باربرا ويلارد
باربرا ويلارد (بالإنجليزية: Barbara Willard)‏ (12 مارس 1909 - 18 فبراير 1994)؛ كاتِبة مُتخصِّصة في أدب الأطفال وروائية أمريكية.